# Phường chèo nhỏ
Pericrocotus cinnamomeus là một loài chim trong họ Campephagidae. Loài này được tìm thấy từ tiểu lục địa Ấn Độ đến Indonesia.